# جاك تشيس
جاك تشيس هو ملاكم آيرلندي، مثّل بلاده في الألعاب الأولمبية الصيفية 1928.

## روابط خارجية
جاك تشيس على موقع أوليمبيديا (الإنجليزية)